# 官方皇家情婦

杜巴里夫人

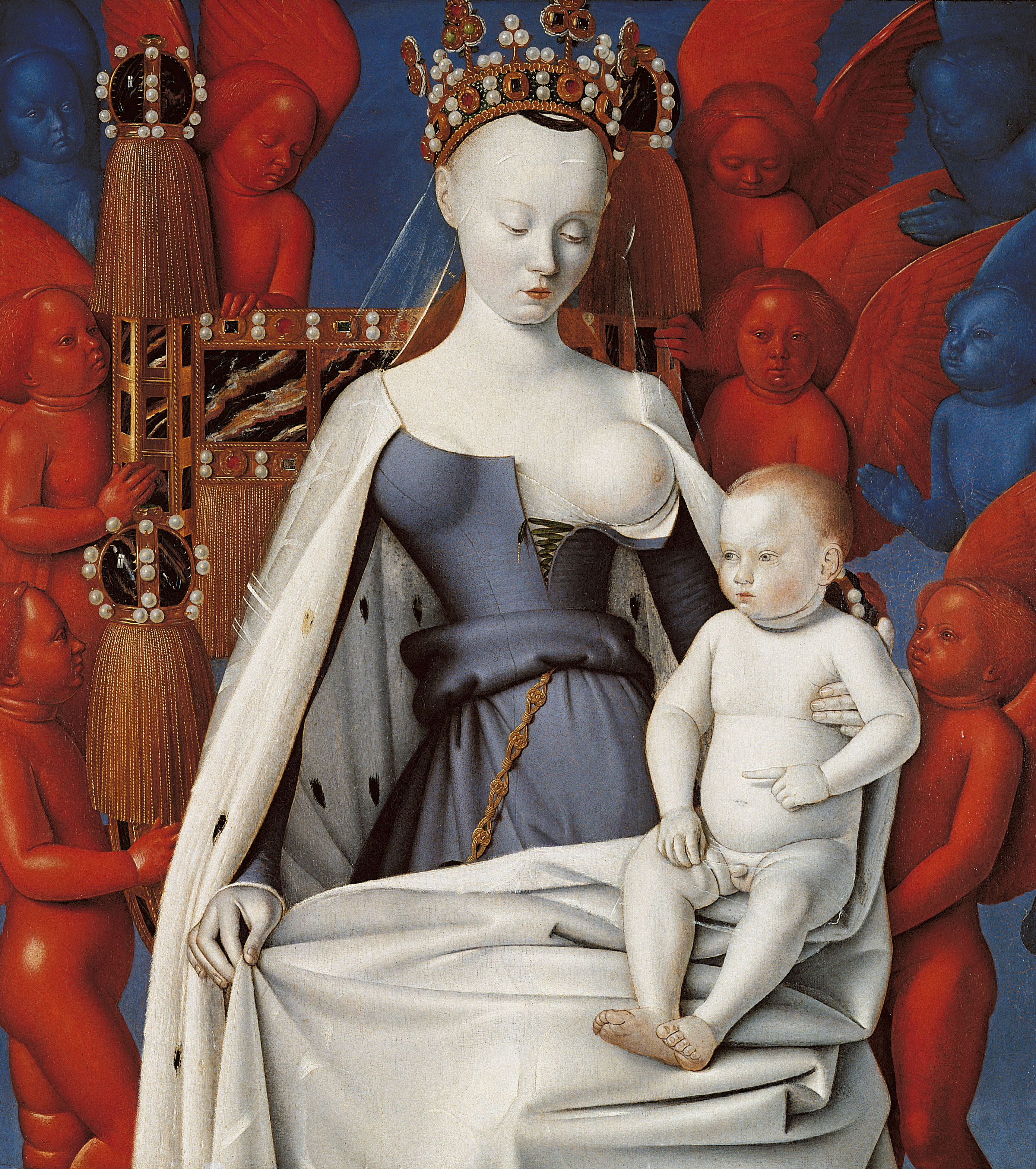
阿涅斯·索雷尔

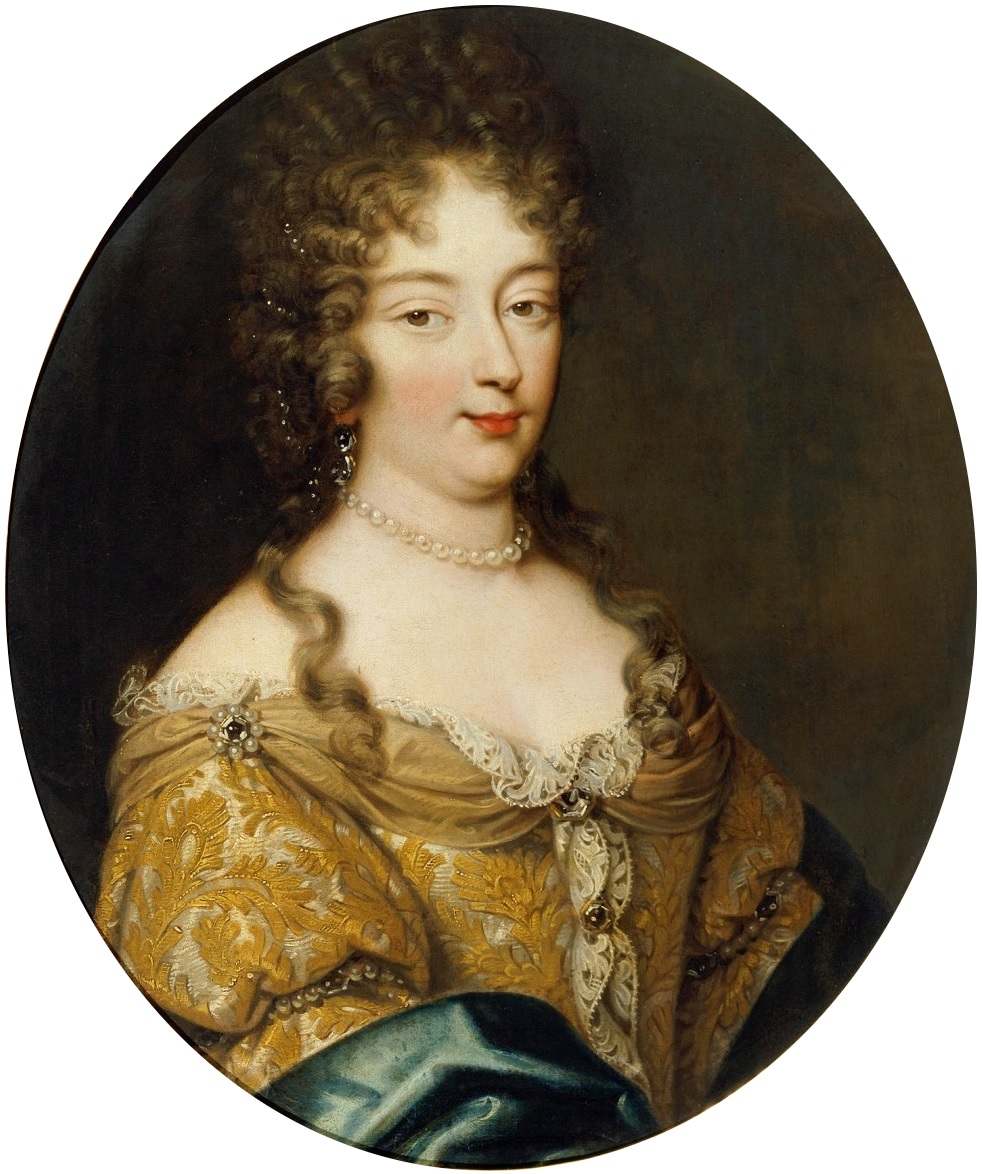
奥林匹亚·曼奇尼

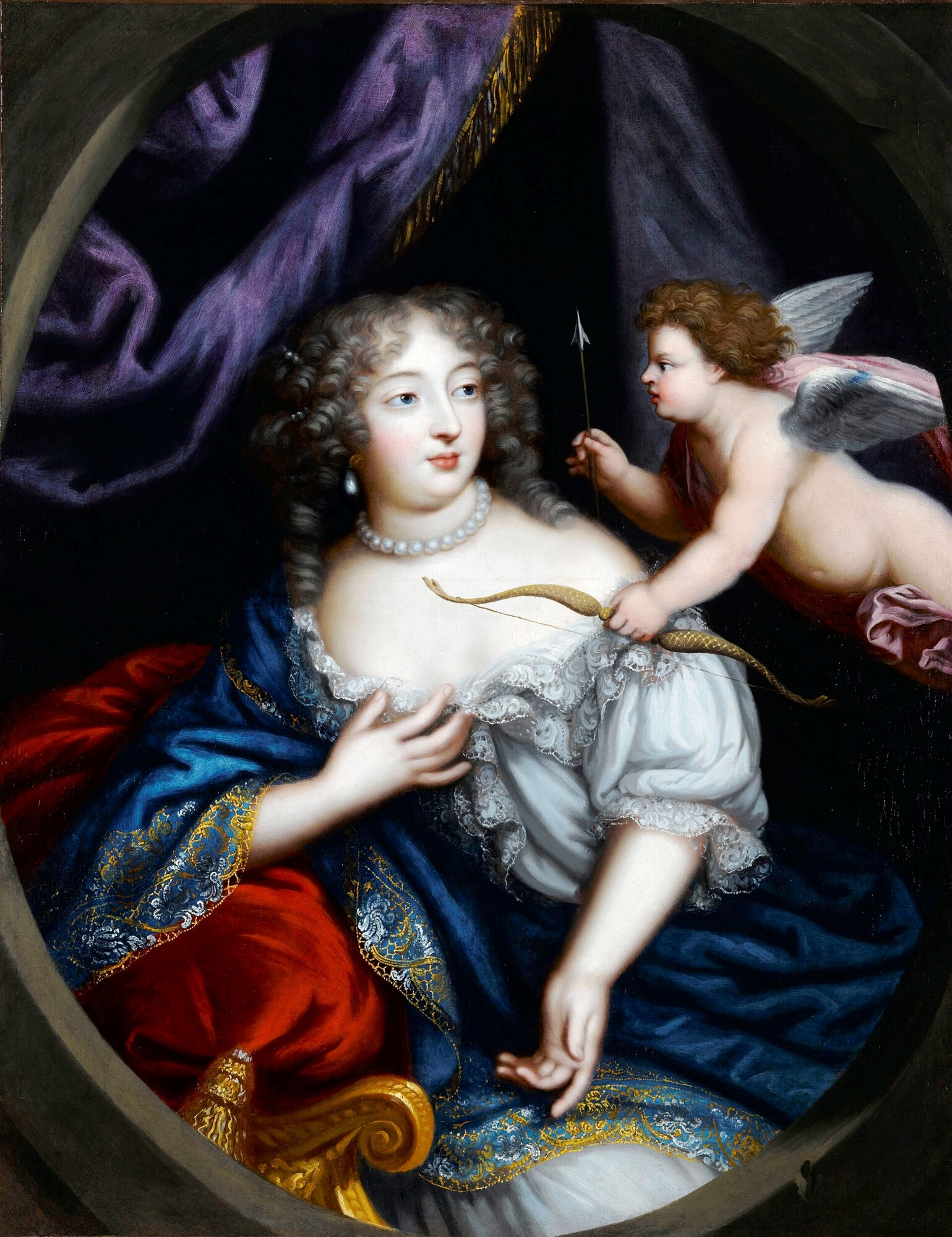
弗朗索瓦丝·阿泰奈斯，蒙特斯潘侯爵夫人

蓬巴杜夫人

官方皇家情婦 （法語：maîtresse en titre， 發音：[mɛtʁɛs ɑ̃ titʁ]）或專職情婦，是指法國國王的首席皇家情婦。該頭銜在中世紀的定義和使用很模糊，但最終在亨利四世統治時期成為公認的職位，並一直延續到路易十五統治時期。這是一個半官方職位，同時如果受封的女性沒有公寓、地產、或貴族頭銜，便會受到這些賞賜。
這個職位可能會帶來巨大的權力，影響力甚至比法國王后更大；在情婦受到國王的寵愛下，她們可以為國事提供建議，為客戶掮客，提攜他人，與外國鞏固盟約和與外交官談判，同時滿足國王的情感和身體需求，增進感情。相較之下，「小情婦」（petite maîtresse）這個頭銜是對未被官方承認的情婦的頭銜。
從路易十四統治時期開始，這個詞在翻譯和法語原文中經常被用來指任何君主或顯赫人物的主要情婦。